# Skwer Ireny Bobowskiej w Poznaniu
Skwer Ireny Bobowskiej – obszar zieleni miejskiej zlokalizowany w Poznaniu, na Ogrodach, pomiędzy ulicami Dąbrowskiego, Przybyszewskiego i Engeströma.
Nazwę skwerowi nadano w 2012 (uchwała Rady Miasta nr XXXIII/500/VI/2012). Upamiętnia Irenę Nenię Bobowską - poetkę, związaną z poznańskim ruchem oporu ofiarę nazistów, zamordowaną 28 września 1942 w berlińskim więzieniu Plötzensee. Inicjatorem nadania nazwy było Stowarzyszenie Przyjaciół Szkoły im. Dąbrówki w Poznaniu.
Skwer ma kształt prostokąta z alejkami przecinającymi go na kształt litery X. Na terenie skweru znajdują się:
- tablica upamiętniająca Irenę Bobowską z fragmentem jej wiersza Bo ja się uczę największej sztuki życia,
- głaz pamiątkowy ku czci Wawrzyńca Benzelstjerny Engeströma postawiony przez Radę Osiedla Ogrody w 2011[1].

W pobliżu zlokalizowane są: budynki tzw. Weststadt oraz VII Liceum Ogólnokształcące im. Dąbrówki.